# すわひでお
すわ ひでお（1974年3月26日 - ）は、日本の男性歌手。ライト・ゲージ所属。栃木県出身。血液型はO型。
主にコナミ（現・コナミデジタルエンタテインメント）の音楽ゲームブランド・BEMANIシリーズのゲームにおいて、『pop'n music』シリーズを中心に楽曲提供を行っている。

## 概要
2001年にリリースされたアーケードゲーム『pop'n music 6』にて楽曲「H@ppy Choice」を提供し、以降『pop'n music』や『beatmania IIDX』に楽曲を提供し続け、BEMANIシリーズにおける人気アーティストの1人となる。
2002年11月にはシングル『僕は崖っぷち』（テレビアニメ『ボンバーマンジェッターズ』主題歌）をリリースし、CDデビューを果たす。
楽曲のほとんどは古川竜也（good-cool）によるもの。このコンビでのゲーム内アーティスト名義はgood-cool feat. すわひでおだったが、後にSchoolへと改名。この名義はゲーム内だけのものであり、CDリリース（BEMANIシリーズのサウンドトラックを除く）時にはすべてすわひでおの単独名義となっている。なお、2008年に発表した楽曲「田んぼの田」ではgood-cool feat. すわひでお名義に戻っている。
2008年より、エザキマサルとユニット・すわマサルとしても活動している。

## ディスコグラフィー
- シングル
  - 僕は崖っぷち（2002年11月20日）
  - ホップ！スキップ！ジャンプ！（2003年8月6日）
- アルバム
  - 卓球道（2003年1月8日）
  - 漢＜マスラオ＞ 〜卓球道2〜（2004年3月24日）
- DVD
  - すわひでお「漢」LIVEツアー&PV集「漢」生！！（2005年3月30日）
- その他参加作品
  - pop'n music artists X'mas Song（CD、2003年12月3日）
  - V-RARE SOUND TRACK 3（CD、2002年）
  - pop'n music Vocal Best 3（CD、2002年4月3日）
  - pop'n music Vocal Best 5（CD、2004年3月24日）
  - good-cool crazy operation（CD、2009年7月24日）
  - pop'n music アーティスト大集合！2 ライブDVD（DVD、2002年12月20日）
  - pop'n music アーティスト大集合！3 ライブDVD（DVD、2003年8月8日）
  - pop'n music アーティスト大集合！4 ライブDVD（DVD、2004年9月24日）
  - pop'n LIVE外伝「冬の陣2002〜2003」 School LIVE「学園へいらっしゃい！」 / pop'n「三人娘新年会！」LIVE（DVD、2004年2月25日）

## タイアップなど
- ボンバーマンジェッターズ
  - 僕は崖っぷち
  - ホップ!スキップ!ジャンプ!
- beatmania IIDX
  - Buffalo
  - 夜のサングラス
  - 俺ら東京さ行ぐだ (吉幾三の同名曲のカバー)
- pop'n music
  - H@ppy Choice
  - SA-DA-ME（『GuitarFreaks』『DrumMania』シリーズにも収録されている）
  - ステテコ捨てて行こう
  - 恋のキャッチボール
  - School Life
  - デパ地下のお話
  - Ping Pong Boogie
  - Sabrina
  - ヒデオ体操第一（すわパンチとギターの人名義。片岡嗣実、古川竜也が参加）
  - Train
  - 涙雨物語（古川竜也とのデュエット）
  - 愛をとりもどせ!!（すわひでおとメカスワオ名義／カバー）
  - 愛車（キカイ）はタワシで洗ってる!?（Sana歌唱の「会社（セカイ）は私で廻ってる!?」のアレンジカバー版）
  - 背水之陣
  - すわひでおのゴロゴロ年号覚え唄決定版
  - ガッテンだ！！（manzoとの共作）
  - 青春の扉（石川貴之が参加）
  - 怒りと共に去りぬ!!
  - ギンギンパーレー!!
  - H@appy Fever Forever!!
  - ハニートリック!! (sei☆shin、森本菜月が参加。作詞のみ)
  - スーパー銭湯ババンバーン (秋成、かぼちゃ、藍月なくる、NU-KOが参加。多機種連動イベント『BEMANI 2021 真夏の歌合戦5番勝負』特別企画解禁楽曲)
  - 天ぷら イントロドン!! (山本真央樹が参加)
  - HAGURUMA
- GuitarFreaks&DrumMania
  - 田んぼの田
  - 憧れのボディービル！！
  - Around 40
  - さんぼんがわ
  - EKAKIUTA
- jubeat
  - 逆ナンされたのにドタキャン!!
  - 変じゃない!!

## その他
- PlayStation 2用ソフト『pop'n music BEST HITS!』及び『ポップン対戦ぱずるだまONLINE』では、赤ポップ君の声を担当している。
- Sanaとは、上記の2ソフトで共に声の出演していたり、お互いの楽曲を交換し発表したりしている（V-RARE SOUND TRACKを参照）。
- 「ヒデオ体操第一」のアーティスト名義「すわパンチ」はゲーム内のキャラクターとしても登場しており、片岡・古川と3人で実写で出演している（詳しくはpop'n musicの登場キャラクターを参照）。